# Scopula nipha
Scopula nipha là một loài bướm đêm trong họ Geometridae.